# Alexander Michailowitsch Obuchow
Alexander Michailowitsch Obuchow, russisch Алекса́ндр Миха́йлович Обу́хов, englische Transkription Alexander Obukhov, (* 5. Mai 1918 in Saratow; † 3. Dezember 1989 in Moskau) war ein russischer Physiker und angewandter Mathematiker, der sich mit Theorie der Turbulenz und deren Anwendung in der Meteorologie befasste.
Sein Vater war Professor für Landwirtschaft in Saratow. Obuchow schloss die höhere Schule mit 16 Jahren ab und arbeitete um die Zeit zum Studium zu überbrücken am Meteorologische Institut in Saratow, was zu seiner ersten Veröffentlichung 1939 führte. Danach studierte er in Saratow und Moskau (Lomonossow-Universität) und wurde 1945 bei Andrei Kolmogorow am Institut für Geophysik der Sowjetischen Akademie der Wissenschaften habilitiert (russischer Doktortitel). Dort wurde er Abteilungsleiter und 1956 bis 1989 leitete er das von ihm damals neu gegründete Institut für Physik der Atmosphäre der Sowjetischen Akademie der Wissenschaften.
Er war Mitglied der Russischen Akademie der Wissenschaften und Ehrenmitglied der Royal Meteorological Society. 1984 erhielt er den Friedmann-Preis der Sowjetischen Akademie der Wissenschaften.
Er forschte in den 1940er Jahren wie Kolmogorow über statistische Theorie der Turbulenz und entwickelte mit Andrei Monin eine statistische Theorie der Turbulenz in atmosphärischen Grenzschichten (Monin-Obuchow-Theorie). 
Das Institut für Atmosphärische Physik der Russischen Akademie der Wissenschaften ist heute nach ihm benannt.